# أدالارد السنشال
أدالارد، ويسمى السنشال، كان أحد النبلاء الفرنجة في القرن التاسع. شغل منصب حارس مسيرة نيوستريا من 861 إلى 865، وكان اللورد المستشار لفرنسا في عهد لويس الورع.
كان ابن ليوثارد الأول من باريس وشقيق جيرارد الثاني من باريس. جعله لويس الورع سنشال للإمبراطورية الكارولنجية. عند وفاة لويس، انضم إلى تشارلز الأصلع ورتب زواجًا بين الملك وارمينترود اورليان، ابنة أخته من إنجلترود دي فيزينساك وأودو الأول، كونت أورليان. بعد معاهدة فردان (843)، ذهب أدالارد لخدمة لويس الألماني في شرق فرنسا.
في 861، بعد ثورة كارلومان، الابن الأكبر للويس لجأ أدالارد وأقاربه أودو وبيرينجار ووالدو إلى بلاط تشارلز في باريس. منحه تشارلز مسيرة نورمان في نيوستريا للدفاع عنها ضد الفايكنج. ومع ذلك، سرعان ما أثار غيرة رورجونيدز، أقوى عشيرة في ولاية مين آنذاك. سرعان ما تحالفوا مع سالومون، ملك بريتاني، وثاروا ضده وشنوا الحرب. بعد تسوية السلام، نقل تشارلز المسيرة إلى جوسفريد.
ربما كان لديه ابن أدالهارد من ميتز.